# Vigneux-de-Bretagne
Vigneux-de-Bretagne település Franciaországban, Loire-Atlantique megyében. Lakosainak száma 6633 fő (2022. január 1.). Vigneux-de-Bretagne Cordemais, Fay-de-Bretagne, Notre-Dame-des-Landes, Orvault, Saint-Étienne-de-Montluc, Sautron, Le Temple-de-Bretagne és Treillières községekkel határos.

## Népesség
A település népessége az elmúlt években az alábbi módon változott:
| Lakosok száma | 2008 | 3183 | 4026 | 5165 | 5628 | 5822 | 6030 | 6175 | 6328 | 6633 |
|               | 1968 | 1982 | 1990 | 2006 | 2013 | 2015 | 2017 | 2019 | 2020 | 2022 |